# Ischyropalpus pinalicus
Ischyropalpus pinalicus är en skalbaggsart som först beskrevs av Thomas Casey 1895.  Ischyropalpus pinalicus ingår i släktet Ischyropalpus och familjen kvickbaggar. Inga underarter finns listade i Catalogue of Life.